# Bodotria intermedia
Bodotria intermedia är en kräftdjursart som beskrevs av Le Loeuff och Andre Intes 1977. Bodotria intermedia ingår i släktet Bodotria och familjen Bodotriidae. Inga underarter finns listade i Catalogue of Life.